# Воля-Рембковська
Воля-Рембковська (пол. Wola Rębkowska) — село в Польщі, у гміні Гарволін Ґарволінського повіту Мазовецького воєводства.
Населення — 1469 осіб (2011).
У 1975-1998 роках село належало до Седлецького воєводства.

## Демографія
Демографічна структура станом на 31 березня 2011 року:
|          | Загалом | Допрацездатний вік | Працездатний вік | Постпрацездатний вік |
| -------- | ------- | ------------------ | ---------------- | -------------------- |
| Чоловіки | 696     | 145                | 477              | 74                   |
| Жінки    | 773     | 176                | 452              | 145                  |
| Разом    | 1469    | 321                | 929              | 219                  |